# Защита Чигорина
Защи́та Чиго́рина — дебют, начинающийся ходами:

1. d2-d4 d7-d5 
 2. c2-c4 Кb8-c6.
Относится к закрытым началам.
Цель защиты — организация фигурного давления на центр белых. Достоинства — острота и оригинальность возникающих вариантов.
Недостатки:
- чёрные вынуждены предоставить сопернику преимущество двух слонов,
- конь с6 мешает продвижению пешки с7.

Защита Чигорина — предшественница многих современных дебютов, связанных идеей фигурного давления на центр, таких как защита Нимцовича, Новоиндийская защита, защита Грюнфельда.
В настоящее время данный дебют в гроссмейстерских турнирах встречается редко.

## Варианты
- 3. c4:d5 Фd8:d5
  - 4. Кg1-f3 e7-e5
  - 4. e2-e3 e7-e5
    - 5. Кb1-c3 Сf8-b4 6. Сc1-d2 Сb4:c3 
      - 7. b2:c3
      - 7. Сd2:c3

  - 4. Кg1-f3 e7-e5
- 3. b2-b3 d5:c4 4. b3:c4 e7-e5 (или 4…e7-e6) 5. d4-d5 Kc6-a5 (или 5…Kc6-b4) 6. Kg1-f3
- 3. e2-e3 e7-e5
- 3. Кg1-f3 Сc8-g4
  - 4. Кb1-c3 e7-e6
  - 4. Фd1-a4
  - 4. c4:d5 Сg4:f3 
    - 5. d5:c6 Сf3:c6 6. Кb1-c3 e7-e6
    - 5. g2:f3 Фd8:d5 6. e2-e3 e7-e5
- 3. Кb1-c3 d5:c4
  - 4. d4-d5
    - 4. … Кc6-a5
    - 4. … Кc6-e5

  - 4. Kg1-f3 Кg8-f6
    - 5. Фd1-a4
    - 5. d4-d5 Кc6-a5
    - 5. e2-e3 e7-e5
    - 5. Сc1-g5
    - 5. e2-e4 Сc8-g4